# Debipur
Debipur è una suddivisione dell'India, classificata come census town, di 9.115 abitanti, situata nel distretto di Bardhaman, nello stato federato del Bengala Occidentale. In base al numero di abitanti la città rientra nella classe V (da 5.000 a 9.999 persone).

## Geografia fisica
La città è situata a 23° 10' 53 N e 88° 10' 21 E.

## Società

### Evoluzione demografica
Al censimento del 2001 la popolazione di Debipur assommava a 9.115 persone, delle quali 4.777 maschi e 4.338 femmine. I bambini di età inferiore o uguale ai sei anni assommavano a 1.131, dei quali 557 maschi e 574 femmine. Infine, coloro che erano in grado di saper almeno leggere e scrivere erano 6.203, dei quali 3.581 maschi e 2.622 femmine.